# Abdulaziz Hashimov
Abdulaziz Hashimov est un musicien et un chanteur de musique ouïghoure originaire de Kulja (Turkestan chinois ou Xinjiang).
Issu de la famille de Rozi Tanburi, il s'applique dès son enfance au sein d'un milieu de mélomanes.
À l'âge de 22 ans, Abdulaziz Hashimov abandonne ses études à la faculté de médecine. A Urumqi, il se consacre exclusivement à l'étude de la musique  et fréquente des musiciens tels que les grands maîtres de ce genre musical venus de Kashgar.
Au cours des années 1960, il s'établit à Tachkent et se fait remarquer pendant sa formation. Il se constitue un répertoire classique de musique ouïghoure.
Cet interprète, doté d'une bonne assimilation musicale, chante et joue du dotâr ainsi que du tanbur. Il est souvent considéré comme un des gardiens de la mémoire de ce genre musical.